# Holovonones
Holovonones is een geslacht van hooiwagens uit de familie Cosmetidae.
De wetenschappelijke naam Holovonones is voor het eerst geldig gepubliceerd door Roewer in 1912. 

## Soorten
Holovonones is monotypisch en omvat slechts de volgende soort:
- Holovonones compressus